# Vela nos Jogos Pan-Americanos de 2023 - ILCA 7
A classe ILCA 7 da vela nos Jogos Pan-Americanos de 2023 foi disputada entre 28 de outubro e 4 de novembro de 2023 na Confraria Náutica do Pacífico, em Algarrobo. Um total de 22 velejadores de 21 Comitês Olímpicos Nacionais (CON) participaram do evento.

## Calendário
Horário local (UTC−3).
| Data          | Hora  | Fase             |
| ------------- | ----- | ---------------- |
| 28 de outubro | 13:56 | Regatas 1 e 2    |
| 30 de outubro | 12:57 | Regatas 3, 4 e 5 |
| 31 de outubro | 14:53 | Regata 6         |
| 1 de novembro | 14:06 | Regatas 7 e 8    |
| 2 de novembro | 15:54 | Regatas 9 e 10   |
| 4 de novembro | 12:05 | Medal Race       |

## Medalhistas
| Ouro   | PER Stefano Peschiera |
| Prata  | CHI Clemente Seguel   |
| Bronze | EAI Juan Maegli       |

## Resultados
Estes foram os resultados obtidos da competição, com os descartes entre parênteses:
| Pos.              | Velejadores          | CON                                 | Regata   | Regata | Regata | Regata | Regata | Regata   | Regata   | Regata | Regata | Regata | Regata | Pts. Tot. | Pts. Net |
| Pos.              | Velejadores          | CON                                 | 1        | 2      | 3      | 4      | 5      | 6        | 7        | 8      | 9      | 10     | M      | Pts. Tot. | Pts. Net |
| ----------------- | -------------------- | ----------------------------------- | -------- | ------ | ------ | ------ | ------ | -------- | -------- | ------ | ------ | ------ | ------ | --------- | -------- |
| Medalha de ouro   | Stefano Peschiera    | PER Peru                            | 2        | 8      | 1      | 2      | 2      | 4        | 1        | 7      | 2      | 1      | 4      | 34        | 26       |
| Medalha de prata  | Clemente Seguel      | CHI Chile                           | 7        | (16)   | 2      | 1      | 4      | 3        | 8        | 2      | 3      | 2      | 8      | 56        | 40       |
| Medalha de bronze | Juan Maegli          | EAI Equipe de Atletas Independentes | 4        | 5      | (7)    | 4      | 3      | 7        | 3        | 1      | 5      | 3      | 6      | 48        | 41       |
| 4                 | Francisco Guaragna   | ARG Argentina                       | (8)      | 6      | 6      | 3      | 1      | 1        | 7        | 4      | 8      | 6      | 2      | 52        | 44       |
| 5                 | Bruno Fontes         | BRA Brasil                          | 5        | 1      | 4      | 6      | 6      | 2        | (9)      | 6      | 4      | 4      | 11 STP | 58        | 49       |
| 6                 | Pedro Luis Fernández | PUR Porto Rico                      | 1        | 3      | 5      | 7      | 7      | 8        | 5        | 9      | (11)   | 5      | —      | 61        | 50       |
| 7                 | Just van Aanholt     | ARU Aruba                           | 9        | 2      | 12     | (15)   | 15     | 6        | 12       | 3      | 1      | 7      | —      | 82        | 67       |
| 8                 | Fillah Karim         | CAN Canadá                          | 3        | 10     | 13     | 9      | 5      | 9        | (15)     | 8      | 7      | 8      | —      | 87        | 72       |
| 9                 | Matías Dyck          | ECU Equador                         | 10       | 12     | 8      | 10     | 8      | 12       | (17)     | 5      | 6      | 10     | —      | 98        | 81       |
| 10                | Luc Chevrier         | LCA Santa Lúcia                     | 12       | 4      | 10     | 11     | 10     | 5        | 10       | 12     | 9      | (14)   | —      | 97        | 83       |
| 11                | Enrique Arathoon     | ESA El Salvador                     | 13       | 9      | 3      | 5      | 9      | (16)     | 16       | 10     | 10     | 9      | —      | 100       | 84       |
| 12                | Campbell Patton      | BER Bermudas                        | 6        | 7      | 9      | 12     | 12     | 10       | 4        | 13     | (15)   | 11     | —      | 99        | 84       |
| 13                | Chapman Petersen     | USA Estados Unidos                  | 11       | 11     | 11     | 8      | 11     | 11       | 2        | 11     | (14)   | 13     | —      | 103       | 89       |
| 14                | Thad Lettsome        | IVB Ilhas Virgens Britânicas        | 14       | (17)   | 16     | 14     | 13     | 15       | 6        | 14     | 13     | 12     | —      | 134       | 117      |
| 15                | Ricardo Seguel       | CHI Chile                           | 15       | 13     | 14     | 13     | 14     | 13       | 13       | 17     | 16     | 21     | —      | 149       | 128      |
| 16                | Jules Mitchell       | ANT Antígua e Barbuda               | (19) STP | 14     | 15     | 16     | 16     | 14       | 18       | 16     | 12     | 19     | —      | 159       | 140      |
| 17                | Joshua Higgins       | BAH Bahamas                         | 17       | 15     | 17     | 19     | 19     | 20       | (23) DSQ | 15     | 17     | 15     | —      | 177       | 154      |
| 18                | Mathieu Dale         | ISV Ilhas Virgens Americanas        | (20)     | 20 STP | 20     | 17     | 17     | 18       | 12 STP   | 18     | 20     | 18     | —      | 180       | 160      |
| 19                | Dennier Infante      | CUB Cuba                            | 16       | (21)   | 18     | 18     | 18     | 17       | 20       | 21     | 18     | 16     | —      | 183       | 162      |
| 20                | Scott Gittens        | BAR Barbados                        | 19       | 20     | (22)   | 21     | 22     | 21       | 14       | 20     | 22     | 17     | —      | 198       | 176      |
| 21                | Stefano Caiafa       | URU Uruguai                         | (22) STP | 22     | 21     | 20     | 20     | 19       | 19       | 19     | 21     | 22     | —      | 205       | 183      |
| 22                | Trent Hardwick       | BIZ Belize                          | 22       | 18     | 19     | 22     | 21     | (23) RET | 21       | 22     | 19     | 20     | —      | 207       | 184      |

Legenda
| - DSQ = Desclassificação; - DNE = Desclassificação não descartável; - RET = Retirou-se da regata; | - DNC = Não compareceu na área de largada; - DNS = Não largou; - STP = Penalidade padrão; | - UFD = Desclassificação por bandeira "U"; - BFD = Desclassificação por bandeira preta; - OCS = Queima de largada. |